# Huber Orgelbau

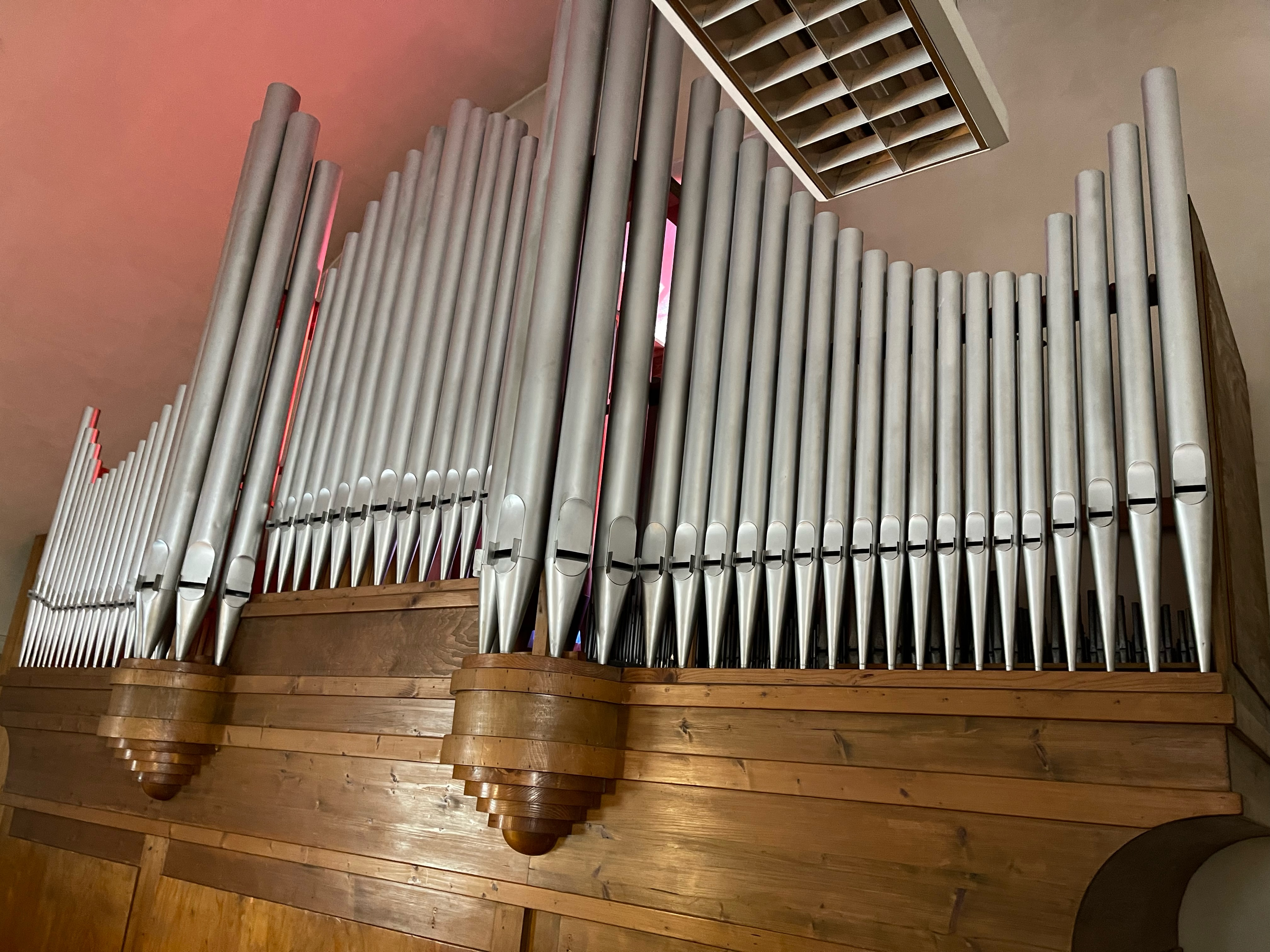
St. Clemens Maria Hofbauer in Mitterbach am Erlaufsee

Josef Huber d. J. (* 7. April 1898 in Ottensheim; † 29. Mai 1967 in Eisenstadt) war ein österreichischer Orgelbauer.
Bereits sein Vater Josef Huber d. Ä., von Beruf Bildhauer, war 1898 bei Leopold Breinbauer in Ottensheim beschäftigt. Später war der Vater bei Josef Mauracher bzw. Gebrüder Mauracher mit dem Gehäuse- und Spieltischbau tätig.
Josef Huber d. J. erlernte zunächst den Orgelbau bei Mauracher Orgelbau. Er arbeitete danach bei Orgelbau Cäcilia sowie bei Wilhelm Brieger in Klosterneuburg, bis dass er 1924 eine Werkstätte in Eisenstadt eröffnete.
Dessen Sohn Herbert Huber (* 30. November 1927 in Eisenstadt; † 21. Dezember 1999 ebenda) übernahm 1959 den väterlichen Betrieb, der sich in Hauptstraße 22, Eisenstadt befand. Dieser wurde 1987 aus gesundheitlichen Gründen und aus Altersgründen eingestellt.

## Josef Huber d. Jüngere
| Jahr | Ort                         | Gebäude                                      | Bild | Manuale | Register | Bemerkungen                                                                                        |
| ---- | --------------------------- | -------------------------------------------- | ---- | ------- | -------- | -------------------------------------------------------------------------------------------------- |
| 1926 | Woppendorf                  | Filialkirche Burg                            |      | I/P     | 6        | nicht erhalten                                                                                     |
| 1926 | Hochstraß                   | Filialkirche St. Anna                        |      | I/P     | 6        | [ 2 ]                                                                                              |
| 1926 | Hagensdorf                  | Pfarrkirche Hagensdorf                       |      | I/P     | 10       | Gehäuse von Sandor Peppert                                                                         |
| 1926 | Sankt Lorenzen im Lesachtal | Laurentiuskirche                             |      | II/P    | 10       | |
| 1927 | Neudörfl                    | Pfarrkirche Neudörfl an der Leitha           |      | II/P    | 13       | nicht erhalten, seit 1977 Orgel von Orgelbau Kögler                                                |
| 1928 | Hochstraß (Bgld)            | Filialkirche St. Anna                        |      | I/P     | 6        | |
| 1928 | Baumgarten (Burgenland)     | Ödes Kloster Baumgarten                      |      | I/P     | 6        | [ 3 ]                                                                                              |
| 1928 | Sieggraben                  | Pfarrkirche Sieggraben                       |      | I/P     | 8        | nicht erhalten, Orgel von Walcker-Mayer                                                            |
| 1928 | Drasenhofen                 | Pfarrkirche Drasenhofen                      |      | II/P    | 12       | nicht erhalten, seit 1987 Orgel von Rieger Orgelbau                                                |
| 1928 | Mattersburg                 | Pfarrkirche Mattersburg                      |      | II/P    | 18       | [ 4 ]                                                                                              |
| 1929 | Raiding                     | Pfarrkirche Raiding                          |      | I/P     | 8        | nicht erhalten, seit 2002 Orgel von Orgelbau Pieringer, Raiding ist der Geburtsort von Franz Liszt |
| 1930 | Hollenthon                  | Pfarrkirche Hollenthon                       |      | II/P    | 12       | nicht erhalten, seit 1976 Orgel von Bruno Riedl                                                    |
| 1930 | Wulkaprodersdorf            | Pfarrkirche Wulkaprodersdorf                 |      | II/P    | 17       | nicht erhalten, seit 2005 Orgel von Friedrich Heftner                                              |
| 1930 | Au am Leithaberge           | Pfarrkirche Au am Leithaberge                |      | II/P    | 15       | |
| 1930 | Ludweis                     | Pfarrkirche Ludweis                          |      | I/P     | 6        | |
| 1931 | Landsee                     | Pfarrkirche Landsee                          |      | I/P     | 8        | |
| 1931 | Hohenau an der March        | Pfarrkirche Hohenau an der March             |      | II/P    | 14       | nicht erhalten, jetzt: als Scheunenorgel in Kalladorf                                              |
| 1931 | Apetlon                     | Pfarrkirche Apetlon                          |      | II/P    | 12       | nicht erhalten, seit 2009 Orgel von Rieger Orgelbau                                                |
| 1931 | Mörbisch am See             | Katholische Pfarrkirche Mörbisch am See      |      | I/P     | 6        | |
| 1932 | Weppersdorf                 | Evangelische Pfarrkirche Weppersdorf         |      | I/P     | 5        | |
| 1932 | Gattendorf                  | Pfarrkirche Gattendorf                       |      | I/P     | 6        | nicht erhalten                                                                                     |
| 1933 | Horitschon                  | Pfarrkirche Horitschon                       |      | II/P    | 12       | nicht erhalten, seit 1990 Orgel von Rieger Orgelbau                                                |
| 1934 | Großhöflein                 | Pfarrkirche Großhöflein                      |      | I/P     | 10       | nicht erhalten, seit 1997 Orgel von Herbert Gollini                                                |
| 1935 | Mattersburg                 | Seminar Mattersburg                          |      | II/P    | 9        | nicht erhalten                                                                                     |
| 1936 | Eisenstadt                  | Auferstehungskirche (Eisenstadt)             |      | II/P    | 8        | |
| 1938 | Lackenbach                  | Pfarrkirche Lackenbach                       |      | I/P     | 7        | |
| 1938 | Kobersdorf                  | Katholische Pfarrkirche Kobersdorf           |      | I/P     | 7        | [ 5 ]                                                                                              |
| 1939 | Stegersbach                 | Alte Pfarrkirche Stegersbach                 |      | II/P    | 12       | |
| 1940 | Parndorf                    | Pfarrkirche Parndorf                         |      | I/P     | 10       | nicht erhalten, seit 2006 Orgel von Anton Škrabl/Slowenien                                         |
| 1941 | Baumgarten (Burgenland)     | Pfarrkirche Baumgarten im Burgenland         |      | I/P     | 6        | Umbau, nicht erhalten, seit 1972 Orgel von Walcker-Mayer                                           |
| 1948 | Neudorf bei Parndorf        | Pfarrkirche Neudorf bei Parndorf             |      | II/P    | 9        | |
| 1949 | Deutsch Kaltenbrunn         | Evangelische Pfarrkirche Deutsch Kaltenbrunn |      | II/P    | 12       | |
| 1950 | Nondorf an der Wild         | Pfarrkirche Nondorf an der Wild              |      | I/P     | 9        | |
| 1950 | Großpetersdorf              | Katholische Pfarrkirche Großpetersdorf       |      | II/P    | 20       | nicht erhalten, seit 2006 Orgel von Orgelbau Kögler                                                |
| 1950 | Schandorf                   | Pfarrkirche Schandorf                        |      | I/P     | 7        | |
| 1952 | Nikitsch                    | Pfarrkirche Nikitsch                         |      | II/P    | 17       | [ 6 ]                                                                                              |
| 1953 | Oberwart                    | Katholische Pfarrkirche Oberwart             |      | II/P    | 13       | nicht erhalten, seit 1971 Orgel von Orgelbau Pirchner                                              |
| 1953 | Königsdorf                  | Pfarrkirche Königsdorf                       |      | II/P    | 13       | [ 7 ]                                                                                              |
| 1955 | Japons                      | Pfarrkirche Japons                           |      | II/P    | 13       | |
| 1956 | Krensdorf                   | Pfarrkirche Krensdorf                        |      | I/P     | 7        | |
| 1958 | Sankt Corona am Wechsel     | Pfarrkirche St. Corona am Wechsel            |      | II/P    | 10       | nicht erhalten, abgebaut                                                                           |

## Herbert Huber
| Jahr | Ort                         | Gebäude                               | Bild | Manuale | Register | Bemerkungen                                                                  |
| ---- | --------------------------- | ------------------------------------- | ---- | ------- | -------- | ---------------------------------------------------------------------------- |
| 1960 | Kotezicken                  | Filialkirche St. Laurentius           |      | I       | 5        |                                                                              |
| 1960 | Mitterbach am Erlaufsee     | St. Clemens Maria Hofbauer            |      | II/P    | 14       |                                                                              |
| 1960 | Neumarkt im Tauchental      | Pfarrkirche Neumarkt im Tauchental    |      | II/P    | 9        |                                                                              |
| 1962 | Stoob                       | Pfarrkirche Stoob                     |      | I/P     | 7        | [ 8 ]                                                                        |
| 1963 | Sankt Andrä am Zicksee      | Pfarrkirche Sankt Andrä am Zicksee    |      | II/P    | 17       | [ 9 ]                                                                        |
| 1964 | Aspang Markt                | Pfarrkirche Unteraspang               |      | II/P    | 16       | nicht erhalten, seit 2013 Orgel von Martin Pflüger                           |
| 1965 | Sankt Michael im Burgenland | Pfarrkirche St. Michael im Burgenland |      | I/P     | 8        |                                                                              |
| 1965 | Rohrbach bei Mattersburg    | Pfarrkirche Rohrbach bei Mattersburg  |      | II/P    | 15       | nicht erhalten, seit 2024 Übertragung der Orgel aus der Klosterkirche Reutte |
| 1967 | Dürnbach im Burgenland      | Pfarrkirche Dürnbach                  |      | II/P    | 12       |                                                                              |